# Parafia św. Stanisława Biskupa w Fałkowicach
Parafia św. Stanisława Biskupa – rzymskokatolicka parafia w Fałkowicach. Parafia należy do dekanatu Zagwiździe w diecezji opolskiej.

## Historia, położenie i charakterystyka
Istnienie pierwszych kościołów wzmiankuje się na lata 1510 i 1652 r. Obecny kościół murowany w stylu neogotyckim, wzniesiony w latach 1881-1882. Z parafii Fałkowice na początku XX wieku wyodrębniły się  Dąbrówka Dolna i Zawiść. Parafia położona na północnym krańcu diecezji opolskiej, sąsiaduje od południa z parafią Pokój, od wschodu z parafią Dąbrówka Dolna, natomiast od północy z parafią Świerczów, leżącą w archidiecezji wrocławskiej. Stąd bardzo dobra współpraca z kapłanami z tej diecezji (zwłaszcza z parafii Świerczów, Biestrzykowice, Ligota Książęca, Siemysłów, Michalice). Zapoczątkowana zresztą już przez byłego proboszcza ks. radcę Józefa Bałabucha. Kontynuowana przez duszpasterza ks. dziekana honorowego Joachima Solgę, który proboszczem był od roku 2005. Parafia należy do dekanatu zagwiździańskiego. Z parafii wywodzącą się liczne powołania kapłańskie i zakonne. Dwóch misjonarzy pracuje w Afryce. O. Rafał Segiet w Burkinie Faso, O. Jan Kobzan w Kamerunie. Do parafii należy 11 miejscowości, stanowiące wspólnotę wiernych w liczbie ok. 1500. Rzeczywista ilość parafian jest trudna do określenia ze względu na migracje zagraniczne. Parafię zamieszkuje ludność autochtoniczna oraz napływowa. Z tego względu Msza św. w I sobotę miesiąca (sprawowana jako niedzielna)  godz. 17.00 (zima) lub o godz. 18.00 (lato) sprawowana w języku niemieckim. W parafii kult św. Marka, Urbana, Walentego, Józefa, Anny oraz Barbary. Żywy kult św. Rocha, tradycyjna sierpniowa pielgrzymka na odpust ku czci św. Rocha do Dobrzenia Wielkiego – od 2016 r. reaktywowana jako pielgrzymka piesza. Patronem wspólnoty parafialnej jest św. Stanisław. Ostatnie misje święte odbyły się w roku 2016 (kaznodzieja – ks. Krzysztof Trembecki). Odpust w niedzielę po 8 maja, suma o godzinie 11.00. Ostatnia wizytacja kanoniczna w roku 2015 przez ks. bp Rudolfa Pierskałę. Natomiast bp Paweł Stobrawa gościł w roku 2006 podczas uroczystości, która była połączona z udzielaniem sakramentu bierzmowania, uroczystością odpustową ku czci św. Stanisława oraz obchodami 700-lecia powstania wsi Fałkowice i Domaradz. 13 stycznia 2010 r. w parafii pierwszy raz gościł nowy ordynariusz diecezji opolski ks. bp Andrzej Czaja. 24 stycznia 2013 r. po długiej chorobie, w wieku 77 lat zmarł były proboszcz ks. Józef Bałabuch. Uroczystości pogrzebowe odbyły się w kościele parafialnym w Fałkowicach wraz z licznie zgromadzonymi wiernymi. Mszy św. przewodniczył opolski biskup pomocniczy Paweł Stobrawa, natomiast homilię wygłosił emerytowany ordynariusz diecezji gliwickiej ksiądz biskup Jan Wieczorek. Ks. Józef Bałabuch spoczął na cmentarzu parafialnym w Fałkowicach. 23 sierpnia 2015 r. o godzinie 11.00 odbyła się Msza św. pożegnalna, którą odprawił odchodzący proboszcz Joachim Solga. W parafii funkcjonuje urozmaicone życie duchowo – liturgiczne, m.in. poprzez obecność: Wspólnoty Guadelupe, chóru NoNomine z Częstochowy, orkiestr dętych z Góry św. Anny, Dobrzenia Wielkiego, Chorzowa. 27 grudnia 2017 r. odbył się koncert Eleni, na który przyjechało prawie dwa tysiące osób.

## Liczba mieszkańców i zasięg parafii
Parafie zamieszkuje 1576 mieszkańców a zasięgiem duszpasterskim obejmuje ona miejscowości:
- Fałkowice (320),
- Domaradz (300),
- Lubnów (290),
- Kozuby (190),
- Jagienna (170),
- Żabiniec (90),
- Świercowskie(60),
- Zbica (60),
- Osiek (50),
- Pieczyska (40),
- Zorzów (10).

### Szkoły i przedszkola
- Publiczne Przedszkole w Domaradzu,
- Publiczne Przedszkole w Lubnowie,
- Publiczna Szkoła Podstawowa w Domaradzu.

## Duszpasterze
1. Proboszczowie
- 1867-1886 ks. Adolph Kempski
- 1886-1891 ks. Maximilian Ganczarski
- 1891-1937 ks. Józef Góretzki
- 1938-1969 ks. Franciszek Buhl
- 1969-2005 ks. Józef Bałabuch
- 2005–2015 ks. Joachim Solga
- 2015- ks. Mariusz Stafa

2. Wikarzy:
- 1916-1918 ks. Heinrich Grabowski
- 1927 ks. Franz Kania
- 1934-1938 ks. Wilhelm Bartela
- 1937-1938 ks. Paul Hadrossek
- 1937-1938 ks. Wilhelm Schulz
- 1938 ks. Johann Chlebik
- 1965-1967 ks. Alfred Schleger
- 1967–1969 ks. Antoni Król
- 1969 ks. Franciszek Brzenska

## Powołania z parafii
- ks. Jerzy Pietron (+ 2009)
- ks.prof.dr hab. Jan Bielecki
- o. Rafał Segiet misjonarz
- o. Jan Kobzan misjonarz
- s. Cherubina Golka ABMW
- s. Narcyza Golka ABMW
- s. Alicja Walczok SSND
- s. Beatrix Pietron SMI
- s. Firmina Pietron SMI

## Grupy parafialne
- LSO,
- Parafialny Zespół Caritas,
- Wspólnota Żywego Różańca Świętego,
- Schola parafialna,
- Wspólnota Rodziny Szkaplerznej[4].